# Квінт Аврелій Меммій Сіммах Юніор
Квінт Аврелій Меммій Сіммах Юніор (лат. Quintus Aurelius Memmius Symmachus; ? — 525 або 526) — державний діяч, меценат та історик часів падіння Римської імперії, консул 485 року.

## Життєпис
Походив з впливового роду Авреліїв Сіммахів. Син Квінта Аврелія Сіммаха, консула 446 року. На той момент став одним з найбагатших сенаторів Риму, що дозволило йому зібрати велику бібліотеку. Служив Одоакру та остготам на чолі із Теодоріхом Великим. З 476 до 491 року обіймав посаду міського префекта Риму. Водночас брав активну участь у діяльності сенату. За розпорядженням Сіммаха відновлено Театр Помпея. У 485 році став консулом разом з Теодоріхом Великим.
У 498 році підтримував папу римського Сіммаха у протистоянні з антипапою Лаврентієм. У 510 році отримав ценз патриція. Того ж року став головою сенату. Незабаром відвідав Константинополь, де був у складі посольства до візантійського імператора. У 525 або 526 році було звинувачено у змові на користь імператора Юстіна I, запроторено за ґрати, де Сіммах помер від голоду або його було страчено. Це було пов'язано з напруженими відносинами між державою остготів та візантійцями, які тривали з 519 року.

## Творчість
Був автором праці «Римської історії» у 7 книгах. Її фрагменти використовував Йордан у праці «Гетіка». Також Сіммах є автором коментаря до праці Макробія «Сон Сципіона».

## Діти
- Рустиціана, дружина Боеція (його було усиновлено Сіммахом)
- Гала
- Проба